# Station Lillehammer
Station Lillehammer is een station in  Lillehammer in fylke Innlandet in Noorwegen. Het stationsgebouw dateert uit 1894 en is een ontwerp van Paul Due. Lillehammer werd ingrijpend herbouwd in 1993 vanwege de verwachte drukte tijdens de Olympische Winterspelen in de stad in 1994.